# Касянчук Костянтин Вікторович
Костянтин Вікторович Касянчук (24 жовтня 1979, м. Київ, СРСР) — український хокеїст, лівий нападник.

## Ігрова кар'єра
Виступав за ШВСМ (Київ), «Беркут-ППО» (Київ), «Сокіл» (Київ), «Витязь» (Подольськ), «Хімік» (Воскресенськ), «Трактор» (Челябінськ), «Динамо» (Москва), ЦСКА (Москва), «Динамо» Балашиха, «Буран» Воронеж, «Німан» (Гродно).
У складі національної збірної України провів 98 матчів (17+30); учасник чемпіонатів світу 1999, 2001, 2002, 2003, 2004, 2005, 2006, 2008 (дивізіон I), 2010 (дивізіон I) і 2011 (дивізіон I). У складі молодіжної збірної України учасник чемпіонатів світу 1997 (група B) і 1999 (група B).

## Досягнення та нагороди
- Володар Кубка Гагаріна (2013)
- Чемпіон Росії у вищій лізі (2006)
- Чемпіон СЄХЛ (1999)
- Чемпіон України (1999, 2005)
- Найкращий хокеїст України (2010)[1].